# Brantholmen, Lovisa
Brantholmen är en ö i Finland. Den ligger i Finska viken och i kommunen Lovisa i den ekonomiska regionen  Lovisa i landskapet Nyland, i den södra delen av landet. Ön ligger omkring 66 kilometer nordöst om Helsingfors.
Öns area är 3,3 hektar och dess största längd är 340 meter i öst-västlig riktning. I omgivningarna runt Brantholmen växer i huvudsak blandskog.